# Michael Ringier

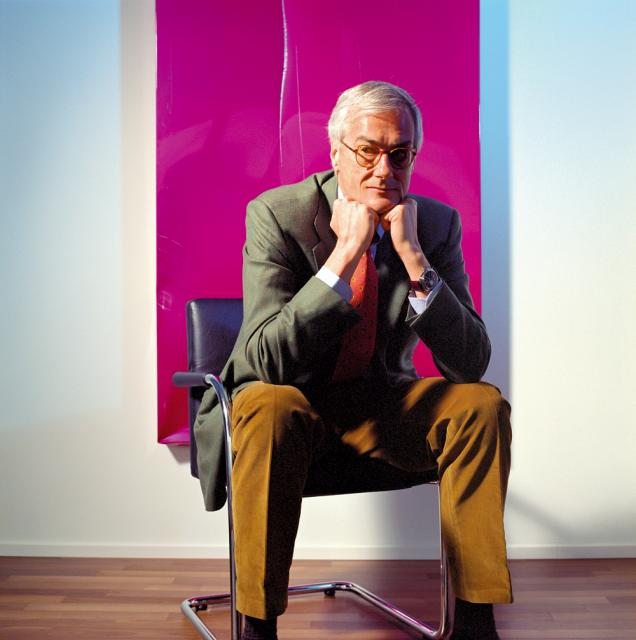
Michael Ringier (2011)

Michael Ringier (* 30. März 1949 in Zofingen) ist ein Schweizer Verleger.

## Leben
Seine Eltern sind Hans und Eva Ringier (geborene Landolt). Die Hochschule St. Gallen besuchte Ringier nur von 1970 bis 1972. 1973 begann er als Journalist zu arbeiten, für die Münchner Abendzeitung. Nach Kursen an der Ringier-Journalistenschule und redaktionellen Stationen im Medienunternehmen seiner Familie absolvierte Ringier 1976/1977 ein Traineeprogramm beim Heinrich Bauer Verlag in Hamburg. Anschliessend arbeitete er für die Wirtschaftsredaktion des Stern und konzipierte (ebenfalls für Gruner+Jahr) die Zeitschrift impulse, in deren Kölner Redaktion er ab 1980 das Ressort «Betriebswirtschaft und Unternehmen» leitete. Von 1985 bis 1991 war er Mitglied des Verwaltungsrates der Schweizerischen Depeschenagentur.

## Privates
Michael Ringier war von 1976 bis zu ihrem Tod im März 2025 mit der Juristin Ellen Ringier (geb. Lüthy) verheiratet und hat zwei Adoptivtöchter. Er gilt als ausgewiesener Kunstsammler und wohnt in einer modernen Villa am Zürichsee. Den Urlaub verbringt er gern in seinem Ferienhaus im Engadin. Er joggt gerne und ist ein passionierter Tennis- und Golfspieler. Das Wirtschaftsmagazin Bilanz schätzte das Vermögen der  Familie Ringier 2024 auf 1.8 Milliarden Franken.

## Ringier AG
1983 kehrte er in die Schweiz zurück, wo er in der Ringier AG die Verantwortung für Neue Medien und den deutschen Markt übernahm.
1985 wurde Michael Ringier Direktionspräsident der Ringier AG, 1990 Verwaltungsratspräsident. 1991 übernahm er als Verwaltungsratspräsident die alleinige Verantwortung für das Unternehmen. 1997 trat er dann als Präsident des Verwaltungsrates zurück und übernahm als Delegierter des Verwaltungsrates die operative Führung der Ringier AG. Zudem übernahm er die publizistische Führung des Verlages. 2003 wurde Ringier Verwaltungsratspräsident der Ringier Holding AG.